# Comuna Liubînți, Strîi
Liubînți (în ucraineană Любинці) este o comună în raionul Strîi, regiunea Liov, Ucraina, formată din satele Hromohorb și Liubînți (reședința).

## Demografie
Componența lingvistică a comunei Liubînți
     Ucraineană (99,37%)
     Alte limbi (0,27%)
Conform recensământului din 2001, majoritatea populației comunei Liubînți era vorbitoare de ucraineană (99,37%), existând în minoritate și vorbitori de alte limbi.